# Superpanache

Animation montrant les superpanaches détectés par tomographie sismique.

Un superpanache, également connu sous les appellations en anglais large low-shear-velocity province (« province de basse vitesse des ondes S »), LLSVP ou  LLVP, est une structure caractéristique des zones les plus profondes du manteau terrestre (juste autour du noyau externe). Un superpanache se caractérise par une faible vitesse de propagation des ondes S, ce qui a permis la découverte de ce genre de structure lors d'études de tomographie sismique menées dans les couches profondes du manteau. Les superpanaches sont les plus grandes structures de la Terre.
On connaît deux principaux superpanaches, le superpanache africain et le superpanache pacifique. Ces deux structures courent, latéralement, sur des milliers de kilomètres, et peuvent atteindre une épaisseur de 1 000 km depuis l'interface noyau-manteau. Le superpanache pacifique a ceci de particulier qu'il s'étend, sur 3 000 km, seulement à 300 m sous le fond océanique et alimente quatre points chauds, ce qui suppose l'existence de multiples panaches mantelliques sous-jacents. Les superpanaches constituent environ 8 % du volume du manteau, soit 6 % de la Terre.

## Contraintes sismologiques
Les superpanaches ont été découverts lors du développement de maquettes complètes du manteau terrestre en tomographie sismique en ondes S. Ces études ont mis en évidence des structures de faible vitesse de propagation dans la partie profonde du manteau, sous l'Afrique et l'océan Pacifique. Les limites de ces zones sont plutôt bien définies, lorsque les données sont traitées au moyen de la méthode des k-moyennes. La structure globale en harmonique sphérique de degré deux est nette, et elle s'aligne avec les moments d'inertie les plus faibles au niveau de ces deux superpanaches. Ceci signifie donc non seulement que l'étude des zones de faible vitesse de propagation des ondes S identifie la localisation des superpanaches, mais également qu'elle établit un modèle plausible de convection générale dans le manteau. Cette configuration globale est responsable du mouvement général de la tectonique des plaques ainsi que de la convection dans le manteau. On trouve dans la littérature une autre désignation pour ces deux structures, constituées dans les quelque 200 km les plus proches de la limite noyau-manteau, à savoir « D'' » (« D double-prime » ou « D prime prime »).
Les deux superpanaches se déploient au niveau de l'équateur, mais se développent principalement dans l'hémisphère sud. Les représentations issues d'études tomographiques globales aboutissent à une visualisation de délimitations plutôt vagues de ces structures. À l'opposé, les études fondées sur l'analyse des ondes sismiques donnent des limites très franches aux superpanaches. Des limites aussi prononcées ne sont toutefois pas compatibles avec un modèle explicatif uniquement basé sur les températures, les superpanaches doivent également se distinguer du reste du manteau par une constitution différente du reste du manteau. D'autres types de structures, plus petites, dites ultra low velocity zone (en) (ULVZ), ont été découvertes principalement à proximité immédiate des superpanaches.
En se basant sur l'étude de la marée terrestre, on a pu évaluer la densité de ces régions. Les deux-tiers inférieurs sont ainsi 0,5 % plus dense que le reste du manteau. Néanmoins, la tomographie tidale ne permet pas de déterminer exactement comment se répartit cet excès de masse. Cette surdensité est peut-être due à une accumulation de matériaux primordiaux, présents depuis la formation de la Terre, ou à des portions de croûte océanique en fin de subduction .

## Origine possible
L'actuelle hypothèse majoritaire au sein de la communauté scientifique pour expliquer l'existence des superpanaches est celle tenant à l'accumulation d'anciennes croûtes océaniques revenues au fond du manteau par subduction. En effet, le superpanache pacifique correspond au « cimetière de plaques » dans le cadre du recyclage de la croûte océanique autour de l'océan Pacifique. On considère que ces zones cimetières peuvent expliquer les anomalies de haute vélocité entourant le superpanache pacifique, d'anciennes zones de subduction qui se trouvaient là bien avant la dispersion de la Rodinia, il y a 750 millions d'années. Aidé en cela par les effets de la transition de phase, la température produit une fusion partielle de la plaque, formant ainsi une poche dense qui s'étale pour former ces structures dites ultra low velocity zone (en) (ULVZ) au fond du manteau, proche de la limite manteau-noyau, et plus proche des superpanaches que les cimetières de plaques. Le reste de la matière se transporte vers des zones plus hautes du manteau, par flottabilité chimique, contribuant aux fortes proportions de basaltes trouvées au niveau des dorsales océaniques. Le mouvement qui en résulte constitue de petits groupes de panaches juste au-dessus de la limite manteau-noyau, lesquels se combinent en panaches plus importants et alimentent ainsi le superpanache. Les superpanaches africain et pacifique, dans cette hypothèse, se sont constitués par dissipation thermique du noyau (4 000 K) dans le manteau bien plus froid (2 000 K), la lithosphère recyclée n'étant que le carburant qui permet le mouvement de convection dans le superpanache. Comme il paraît difficile au noyau terrestre de conserver une telle température par lui-même, ce modèle abonde également l'hypothèse de la présence de nucléides radiogéniques dans le noyau, ainsi qu'une indication sur le fait que, si de la lithosphère subduite, fertile pour la génération de panaches nourrissant les superpanaches, venait à cesser d'abreuver ces zones proches de la limite manteau-noyau et sous-jacentes des superpanaches, cela signifierait l'arrêt de ce mécanisme générateur de superpanaches.
Les superpanaches pourraient être les derniers vestiges de la Terre naissante. Lorsque le magma aurait cristallisé, il aurait été si dense et riche en fer qu'il aurait coulé au fond du manteau liquide, formant les superpanaches. Protégés sous le manteau, ils auraient résisté au plus grand cataclysme de la planète primitive : un impact hypothétique avec un corps de la taille de Mars appelé Theia qui a finalement donné naissance à la lune. Certains indices semblent confirmer cette hypothèse, la lave provenant d'Hawaï et d'autres points chauds comme les Samoa, les îles Galápagos et l'Islande possède des signatures chimiques uniques et serait issue des superpanaches. Cette lave présente, par exemple, une concentration relativement élevée d'hélium 3, qui pointe vers une origine primordiale, antérieure à l'origine du système solaire.

## Dynamique
Les modèles géodynamiques théoriques relatifs à la convection mantellique incluent une différenciation de la composition des différentes couches du manteau. Les matériaux mantelliques ont tendance à être dispersés au travers des dorsales ou dans les colonnes thermochimiques. Lorsque l'on s'attache à intégrer à ces modèles les mouvements passés des plaques tectoniques, la remontée de matériaux se fait dans des régions remarquablement similaires à celles où se trouvent aujourd'hui les superpanaches. Ces zones correspondent également aux régions connues comme étant des cimetières de plaques précédemment évoqués. Ce genre de modèles, ainsi que l'observation faite selon laquelle la structure en harmonique de degré deux des superpanaches est orthogonale vis-à-vis du chemin suivi par la dérive polaire exacte (en), donnent à penser que ces structures mantelliques sont stables depuis fort longtemps. Ce lien géométrique est également cohérent avec la position de la Pangée, et avec la formation du géoïde dans sa configuration actuelle, influencé en surface par ces éléments sous-jacents. Néanmoins, la chaleur du noyau n'est pas suffisante pour fournir toute l'énergie nécessaire pour maintenir durablement les superpanaches. Les plaques subduites, lors de leur plongée, induisent une transition de phase entre pérovskite et post-pérovskite exothermique. Cette source de chaleur fournit de l'énergie aux superpanaches, mais là encore cela ne suffit pas pour répondre aux besoins de ces structures. On imagine alors que les cimetières de plaques, en fusion partielle, constituent des « flaques » extrêmement denses et concentrant fortement uranium, thorium et potassium. Cette concentration de radionucléides pourrait alors apporter les fortes températures qu'exige le fonctionnement des superpanaches. Dès lors, l'apparition et la disparition des cimetières de plaques annonce l'apparition et la disparition des superpanaches, ce qui pourrait influer sur la dynamique générale de la tectonique des plaques.